# Персі Біші Шеллі
Пе́рсі Бі́ші Ше́ллі (англ. Percy Bysshe Shelley; 4 серпня 1792 — 8 липня 1822) — англійський поет епохи романтизму.

## Біографія
Персі Біші Шеллі народився 1792 у Філд-Плейс в аристократичній родині, його дід був членом парламенту, а батько — власником великого маєтку. У 12 років вступив до елітного Ітонського коледжу. 1810 року вступив до Оксфордського університету, звідки був виключений 1811 року за написання памфлету «Необхідність атеїзму». Після виключення з університету жив у Лондоні. 1812 року вирушив до Ірландії, де брав участь у визвольному русі ірландців. 1813 року вийшла друком його перша поема «Королева Маб».
1818 року Шеллі назавжди залишив Англію й оселився в Італії, де й загинув у морі 1822 року. Похований на протестанському цвинтарі в Римі поряд з могилою Джона Кітса.
Другою дружиною поета була Мері Шеллі, письменниця, відома романом «Франкенштейн, або Сучасний Прометей». Після смерті свого чоловіка вона опікувалася виданням його творів.

## Твори

### Поеми й вірші
- До місяця,
- Еллада,
- Звернення до англійців,
- Каяття,
- Ода західному вітрові,
- Озімандія,
- Питання,
- Прекрасної музики прагне душа…,
- Рядки,
- Світові мандрівники* Королева Маб 1813);
- Аластор, або Дух самотності (1815, вперше опублікований 1816 року);
- Лаон і Цитна (Повстання ісламу, 1817);
- «Ода Західному вітру» (1819, вперше опублікована 1820 року);
- «Атласька чаклунка» (1820);
- «Гімн Аполлону» (1820, вперше опублікований 1824 року);
- «Жайворону» (1820);
- «Адонаїс» (1821);
- «Епіпсихідіон» (1821);
- «Торжество життя» (1822, не закінчена);

### Драми
- «Ченчі» (1819, вперше опублікована 1820 року);
- «Звільнений Прометей» (1819, вперше опублікована 1820 року);
- «Еллада» (1821);

### Сатири
- «Маскарад Анархії» (1819);
- «Пітер Белл Третій» (1820);
- «Цар Едіп, або Тиран-товстоніг» 1820);

### Романи
- «Застроцці» 1810);
- «Сент-Ірвін» (1811);

### Трактати та есе
- «Необхідність атеїзму» (1811);
- «Захист поезії» («На захист поезії», 1822, вперше опубліковано 1840 року).

## Українські переклади
Український переклад поезії Персі Шеллі здійснив Павло Грабовський, яка опублікована у збірці «Доля» в 1897 році. 1987 році в рамках серії «Перлини світової лірики» О. Мокровольський переклав поезії Персі Шеллі.